# Phan Hòa Hiệp
Phan Hòa Hiệp (1927–2013), nguyên là một tướng lĩnh Kỵ binh của Quân lực Việt Nam Cộng hòa, cấp bậc Chuẩn tướng. Ông xuất thân từ khóa đầu tiên tại trường Võ bị Địa phương do Quân đội Liên hiệp Pháp mở ra ở miền Trung Việt Nam. Ra trường, ông được chọn vào Binh chủng Thiết giáp. Sau chuyển sang chỉ huy đơn vị Bộ binh cấp Sư đoàn. Ông từng đảm nhiệm chức vụ Phó, rồi Trưởng đoàn Việt Nam Cộng hòa trong Ban Quân sự hỗn hợp thi hành Hiệp định Paris 1973. Từ năm 2002 ông là Lãnh tụ của một hệ phái Đại Việt Quốc dân Đảng trong cộng đồng người Việt ở Mỹ.

## Tiểu sử & Binh nghiệp
Ông sinh vào tháng 10 năm 1927 trong một gia đình Nho học tại Quảng Trị, Trung phần Việt Nam. Do ảnh hưởng gia đình, ông có nền tảng học vấn khá tốt. Năm 1947, ông tốt nghiệp Trung học chương trình Pháp tại Huế với văn bằng Tú tài bán phần (Part I). Được bổ dụng làm công chức làm công chức một thời gian tại Quảng Trị trước khi gia nhập quân đội.

### Quân đội Liên hiệp Pháp
Tháng 7 năm 1950, thi hành lệnh động viên, ông nhập ngũ vào Quân đội Liên hiệp Pháp. Theo học khóa 1 Võ bị Địa phương Trung Việt, khai giảng ngày 1 tháng 8 năm 1950. Ngày 1 tháng 4 năm 1951 mãn khóa tốt nghiệp với cấp bậc Chuẩn úy. Ra trường ông được phục vụ trong đơn vị Thám thính Xa giữ chức vụ Trung đội trưởng.

### Quân đội Quốc gia Việt Nam
Tháng 10 năm 1952, sau khi Quân đội Quốc gia thành lập Bộ Tổng Tham mưu. Chính thức từ Quân đội Liên hiệp Pháp chuyển sang phục vụ cơ cấu Quân đội mới, ông được thăng cấp Thiếu úy và được cử theo học khóa căn bản Thiết giáp (cấp Trung và Đại đội) tại Trung tâm Huấn luyện Thiết giáp Viễn Đông ở Cap Saint-Jacques. Tháng 4 năm 1953, mãn khóa học ra đơn vị, ông được giữ chức vụ Đại đội trưởng Đai đội 2 Thám thính. Cuối năm 1954, ông được thăng cấp Trung úy, bàn giao Đại đội 2 Thám thính lại cho Đại úy Hoàng Đôn Thận, sau đó được chọn đi du học khóa cao cấp Thiết giáp tại trường Thiết giáp Kỵ binh Saumur, Pháp

### Quân đội Việt Nam Cộng hòa

#### Nhân chứng cái chết của Tổng thống Diệm
Cuối tháng 10 năm 1955, Quân đội Quốc gia Việt Nam được đổi tên thành Quân đội Việt Nam Cộng hòa, ông tiếp tục phục vụ cơ cấu mới này. Tuy nhiên, mãi đến giữa năm 1963 ông mới được thăng cấp Đại úy và được cử giữ chức Tham mưu trưởng trường Thiết giáp ở Thủ Đức do Thiếu tá Nguyễn Văn Toàn làm Chỉ huy trưởng.
Tháng 11 năm 1963, ông thuộc nhóm sĩ quan tham gia cuộc đảo chính ngày 1 tháng 11, lật đổ Tổng thống Ngô Đình Diệm. Vì vậy, khi đảo chính nổ ra, ông chỉ huy một Chi đoàn Thiết giáp M.113 về bảo vệ Bộ Tổng tham mưu. Sáng ngày 2 tháng 11, ông được lệnh dẫn theo 2 xe thiết giáp M.113 cùng một số sĩ quan tháp tùng đến Nhà thờ Cha Tam để đón hai anh em ông Diệm và ông Nhu. Trong số các sĩ quan đi cùng, có tướng Mai Hữu Xuân, Đại tá Dương Ngọc Lắm, Thiếu tá Dương Hiếu Nghĩa và Đại úy Nguyễn Văn Nhung. Tuy nhiên, khi về đến Bộ Tổng tham mưu, hai anh em ông Diệm, vốn được áp tải trong một chiếc M.113, đã chết trong hoàn cảnh đầy nghi vấn. Buổi chiều cùng ngày, ông được thăng cấp Thiếu tá. Một số tài liệu chưa được kiểm chứng còn cho rằng ông còn nhận được 100.000 đồng tiền thưởng từ Trung tướng Trần Văn Đôn. Do những sự kiện này, nhiều tài liệu nghi vấn về vai trò của ông trong cái chết đầy tranh cãi của anh em ông Tổng thống Diệm và ông Cố vấn Nhu.
Tháng 12 năm 1963, ông được cử làm Chiến đoàn phó Chiến đoàn M.24 tại Sài Gòn do Trung tá Dương Hiếu Nghĩa làm Chiến đoàn trưởng. Đầu tháng 1 năm 1967, ông được cử làm Trung đoàn trưởng Trung đoàn 4 Thiết giáp (sau đổi tên thành Thiết đoàn 4) đóng tại Đà Nẵng. Tháng giêng năm 1968, ông được thăng cấp Trung tá tại nhiệm.

#### Chỉ huy trưởng Thiết giáp
Tháng 8 năm 1969, ông được thăng cấp Đại tá tại nhiệm. Tháng 9 cùng năm, ông bàn giao Thiết đoàn 4 lại cho Thiếu tá Nguyễn Hữu Lý, sau đó ông được bổ nhiệm chức vụ Chỉ huy trưởng Bộ Chỉ huy Thiết giáp binh tại Trại Phù Đổng ở Gò Vấp thay thế Trung tá Dương Văn Đô.
Tháng giêng năm 1971, bàn giao chức vụ Chỉ huy trưởng Thiết giáp lại cho Đại tá Dương Văn Đô, ông được cử làm Tư lệnh Lữ đoàn 1 Thiết giáp tân lập tại Đà Nẵng, chỉ huy đơn vị tham gia cuộc hành quân Lam Sơn 719 đánh chiếm A Lưới. Cuối tháng 2 cùng năm, ông tái nhiệm chức vụ Chỉ huy trưởng Thiết giáp một lần nữa thay thế Đại tá Dương Văn Đô.
Trung tuần tháng 1 năm 1972, bàn giao Bộ chỉ huy Thiết giáp lại cho Thiếu tướng Nguyễn Văn Toàn. Sau đó, ông được bổ nhiệm chức vụ Tư lệnh Sư đoàn 2 Bộ binh (hoán chuyển nhiệm vụ với tướng Toàn). Hai tuần sau đó, ông được thăng cấp Chuẩn tướng. Cuối tháng 8 cùng năm, bàn giao Sư đoàn 2 lại cho Đại tá Trần Văn Nhựt. Ngay sau đó, ông được chuyển về phục vụ tại Trường Cao đẳng Quốc phòng.

#### Nhà ngoại giao quân sự
Cuối tháng 12 năm 1972, ông được cử tháp tùng phái đoàn Việt Nam Cộng hòa sang Pháp với tư cách là quan sát viên của buổi ký kết Hiệp định Paris.
Khi Ban Liên hợp Quân sự 4 bên được thành lập, đóng trụ sở tại trại Davis, ông được cử làm Phó trưởng đoàn Việt Nam Cộng hòa do Trung tướng Ngô Du làm trưởng đoàn. Sau khi Ban Liên hợp Quân sự 4 bên chấm dứt hoạt động, ông tiếp tục làm Phó trưởng đoàn Việt Nam Cộng hòa do Trung tướng Phạm Quốc Thuần làm trưởng đoàn trong Ban Liên hợp Quân sự 2 bên. Đến cuối tháng 1 năm 1973, sau khi Hiệp định Paris được ký kết, ông được cử làm Trưởng đoàn Việt Nam Cộng hòa thay tướng Thuần.

## 1975
Giữa tháng 4, ông được bổ nhiệm làm Tổng trưởng Thông tin và Chiêu hồi trong nội các của Chính phủ Nguyễn Bá Cẩn. Sau khi Phó Tổng thống Trần Văn Hương lên nhận chức vụ Tổng thống, từng có ý định cử ông làm đại diện ra Hà Nội thương thuyết nhưng bất thành.
Trưa ngày 29 tháng 4, từ Vũng Tàu ông di tản ra khơi trên Cơ xưởng Hạm Vĩnh Long HQ-802. Sau đó, ông sang Hoa Kỳ định cư tại Tiểu bang Florida, rồi di chuyển sang San José, Tiểu bang California.
Ngày 24 tháng 8 năm 2002, tại Falls Church, Virginia, một nhóm các lãnh đạo của Đại Việt Quốc dân Đảng đã nhóm họp riêng và bầu ra Ban lãnh đạo nhiệm kỳ 2002-2006. Ông được bầu làm Chủ tịch Đảng. Phản ứng trước sự kiện này, các nhóm lãnh đạo Đại Việt khác cũng nhóm họp và tự bầu ban lãnh đạo riêng cho mình, hình thành nhiều nhóm Đại Việt khác nhau, được phân biệt theo tên người lãnh đạo. Nhóm của ông được gọi là "Hệ phái Phan Hòa Hiệp". Tại đại hội năm 2006, ông tiếp tục bầu lại làm Chủ tịch Đảng của hệ phái mình.
Ngày 14 tháng 9 năm 2013, ông từ trần tại nơi định cư, hưởng thọ 86 tuổi.

## Gia đình
- Thân phụ: Cụ Phan Hòa Kinh (Là một nhà Nho uyên thâm)
- Phu nhân: Bà Châu Ngọc Ánh

Ông bà có 5 người con (2 trai, 3 gái):
Phan Anh Minh, Phan Thị Hương Giang, Phan Anh Quang, Phan Thị Hương Xuân, Phan Thị Hương Mai.